# Huni
Huni Hóru-Hehadzset vagy Huni Niszuteh (ur.: kb. i. e. 2637 – i. e. 2613) az óegyiptomi III. dinasztia utolsó uralkodója. 

## Uralkodása
Manethón királylistájában a Széphurisz névvel azonosítható személy. Nevéhez fűződik a mai Mejdúm település melletti, az arabok által el-Harám al-Kaddáb  néven (Álpiramis vagy Hamis piramis) ismert első valódi piramis építése. Henri Gauthier az elephantinei kis piramis feltárása során talált egy piramidionra hasonlító épületelemet, amelynek felirata alapján azt az épületet is Huninak szokás tulajdonítani. Kákosy László, aki szerint a név etimológiai szempontból helyesebb alakja Hui, megemlíti, hogy a 24 évig uralkodó király egy erődöt is emeltetett az Asszuán melletti Elephantine szigetén, amely délről fenyegető veszélyt, vagy déli irányú terjeszkedési elképzeléseket egyaránt jelenthetett.
Huni személyéről lényegében csak szerencsés körülmények miatt tudunk bármit is, mert sem régészeti tárgyi leletanyag, sem lényeges feliratos emlékek nincsenek róla. Az egyetlen hozzá köthető szobortöredék is csak feltételes módban kapcsolható hozzá: ez egy vörösgránit szoborfej, amit a környéken találtak meg.
Sírja feliratokat nem tartalmaz, a közelben IV. dinasztia-korabeli előkelők sírjai állnak - jórészt Sznofru tisztviselői, illetve az ő családtagjai, gyermekei, mint Rahotep herceg.

## Lásd még
- A IV. dinasztia családfája
- Fáraók listája
- Az egyiptomi piramisok tipológiája